# 電子青年 (黛比·吉布森歌曲)
《電子青年》（Electric Youth）是美國女歌手黛比·吉布森在1989年3月推出的單曲，這首歌曲出自同名專輯《電子青年》中。〈電子青年〉在美國告示牌單曲榜獲得第11名，全美銷售50萬張成為金單曲。

## 內容

### 歌曲簡介
〈電子青年〉是從同名專輯《電子青年》中推出的第二首單曲，它的詞曲皆出自黛比·吉布森一人之手，這是首節奏強勁節拍分明的流行舞曲，歌詞主要是在告訴時下年輕人，不要小看自己的力量，並鼓勵歌迷勇於追夢，主旨既樂觀積極又充滿正面能量，勸世味道頗濃。

### 商業成績
〈電子青年〉於1989年3月推出，首支單曲〈Lost in Your Eyes〉已風光拿下3週冠軍。〈電子青年〉在1989年4月1日進入單曲榜，首週成績為第62名，當時〈Lost in Your Eyes〉尚停留在第10名，名次正緩慢下降中。〈電子青年〉在進榜後名次雖穩定上升但進步幅度卻有限，5月13日停留於第11名，盤旋3週後始終無法打進前10名，名次始往下掉。〈電子青年〉只在榜內停留了13週，略遜於〈Lost in Your Eyes〉的19週，單曲在全美銷售成績逾50萬張。
〈電子青年〉在英國單曲榜獲得第14名，是這張專輯中成績最好的單曲。